# Bienville (Oise)
Bienville és un municipi francès, situat al departament de l'Oise i a la regió dels Alts de França. L'any 2007 tenia 466 habitants.

## Demografia

### Població
El 2007 la població de fet de Bienville era de 466 persones. Hi havia 164 famílies de les quals 29 eren unipersonals (8 homes vivint sols i 21 dones vivint soles), 53 parelles sense fills, 66 parelles amb fills i 16 famílies monoparentals amb fills.
La població ha evolucionat segons el següent gràfic:
Habitants censats

### Habitatges
El 2007 hi havia 174 habitatges, 161 eren l'habitatge principal de la família, 5 eren segones residències i 8 estaven desocupats. 170 eren cases i 3 eren apartaments. Dels 161 habitatges principals, 147 estaven ocupats pels seus propietaris, 11 estaven llogats i ocupats pels llogaters i 3 estaven cedits a títol gratuït; 5 tenien dues cambres, 23 en tenien tres, 43 en tenien quatre i 90 en tenien cinc o més. 129 habitatges disposaven pel capbaix d'una plaça de pàrquing. A 63 habitatges hi havia un automòbil i a 92 n'hi havia dos o més.

### Piràmide de població
La piràmide de població per edats i sexe el 2009 era:
| Homes | Edats   | Dones |
| ----- | ------- | ----- |
| 0     | 95 o +  | 0     |
| 0     | 90 a 94 | 0     |
| 4     | 85 a 89 | 0     |
| 0     | 80 a 84 | 0     |
| 12    | 75 a 79 | 4     |
| 0     | 70 a 74 | 12    |
| 12    | 65 a 69 | 8     |
| 4     | 60 a 64 | 16    |
| 16    | 55 a 59 | 8     |
| 20    | 50 a 54 | 12    |
| 16    | 45 a 49 | 20    |
| 16    | 40 a 44 | 28    |
| 28    | 35 a 39 | 32    |
| 16    | 30 a 34 | 0     |
| 0     | 25 a 29 | 4     |
| 16    | 20 a 24 | 4     |
| 32    | 15 a 19 | 16    |
| 24    | 10 a 14 | 24    |
| 4     | 5 a 9   | 36    |
| 24    | 0 a 4   | 4     |

## Economia
El 2007 la població en edat de treballar era de 319 persones, 220 eren actives i 99 eren inactives. De les 220 persones actives 200 estaven ocupades (119 homes i 81 dones) i 20 estaven aturades (9 homes i 11 dones). De les 99 persones inactives 28 estaven jubilades, 37 estaven estudiant i 34 estaven classificades com a «altres inactius».

### Ingressos
El 2009 a Bienville hi havia 160 unitats fiscals que integraven 456,5 persones, la mediana anual d'ingressos fiscals per persona era de 20.421 €.

### Activitats econòmiques
Dels 13 establiments que hi havia el 2007, 1 era d'una empresa extractiva, 2 d'empreses de fabricació d'altres productes industrials, 5 d'empreses de construcció, 2 d'empreses de comerç i reparació d'automòbils, 2 d'empreses d'hostatgeria i restauració i 1 d'una empresa immobiliària.
Dels 6 establiments de servei als particulars que hi havia el 2009, 1 era un taller de reparació d'automòbils i de material agrícola, 2 paletes, 1 guixaire pintor, 1 fusteria i 1 restaurant.

## Equipaments sanitaris i escolars
El 2009 hi havia una escola elemental.

## Poblacions més properes
El següent diagrama mostra les poblacions més properes.